# Mông Sơn, Ngô Châu
Mông Sơn (chữ Hán giản thể: 蒙山县, bính âm: Méngshān Xiàn, âm Hán Việt: Mông Sơn huyện) là một huyện thuộc địa cấp thị Ngô Châu, khu tự trị dân tộc Choang Quảng Tây, Cộng hòa Nhân dân Trung Hoa. Huyện Mông Sơn có diện tích 1.274 km², dân số năm 2002 là 200.000 người. Về mặt hành chính, huyện Mông Sơn được chia thành 6 trấn, 1 hương và 2 hương dân tộc.
- Trấn: Mông Sơn, Tân Vu, Tây Hà, Văn Vu, Hoàng Thôn, Trần Đường.
- Hương: Hán Mông, Hạ Nghi.
- Hương dân tộc Dao Trường Bình.